# The Falling Season
The Falling Season è il sesto album in studio del rapper statunitense Masta Ace, pubblicato nel 2016.

## Tracce
1. Summer’s End [Skit]
2. 3000 Avenue X (featuring Your Old Droog)
3. Welcome To The Bay [Skit]
4. Young Black Intelligent (Y.B.I.) (featuring Pav Bundy, Hypnotic Brass Ensemble & Chuck D)
5. Me & A.G. (featuring A.G.)
6. Team Tryouts [Skit]
7. Labyrinth (Frankie Beverly) (featuring LT)
8. Mr Bus Driver (featuring Nikky Bourbon)
9. Mothers Regret (featuring Heroine)
10. Math Class [Skit]
11. Mathematics
12. Coach’s Speech [Skit]
13. Say Goodbye (featuring Pav Bundy & Wordsworth)
14. Bang Bang (featuring Beej & Cormega)
15. Hall Pass [Skit]
16. Juanita Estefan (featuring Stricklin)
17. Battle Talk [Skit]
18. High School Shit (featuring Torae)
19. Nana (featuring Deion)
20. Total Recall (featuring World's Famous Supreme Team)
21. Outroduction [Skit]
22. Coronation
23. Story Of Me (featuring Denez Prigent & Pearl Gates)
24. Outtakes